# Erie County, Ohio
Erie County är ett administrativt område i delstaten Ohio, USA, med 77 079 invånare. Den administrativa huvudorten (county seat) är Sandusky.

## Geografi
Enligt United States Census Bureau så har countyt en total area på 1 622 km². 660 km² av den arean är land och 962 km² är vatten.    

### Angränsande countyn
- Lorain County - öst
- Huron County - syd
- Sandusky County - väst
- Ottawa County - nordväst, och förbinds med Thomas A. Edison Memorial Bridge.
- gräsat till Ontario, Kanada över Eriesjön i norr.